# Dell City (Teksas)
Dell City je grad u američkoj saveznoj državi Teksas. Prema popisu stanovništva iz 2010. u njemu je živjelo 365 stanovnika.